# کلاود چیف (اکلاهما)
کلاود چیف (به انگلیسی: Cloud Chief) یک منطقهٔ مسکونی در ایالات متحده آمریکا است که در شهرستان وشیتا، اکلاهما واقع شده‌است.